# One-Two-GO航空
One-Two-GO航空，全名「One-Two-GO航空有限公司」，是泰國一間以經營內陸航線為主的航空公司，以曼谷廊曼機場為基地，於2003年12月3日啟業，首航飛曼谷至清邁；為泰國東方航空的子公司。該企業是泰國首批的廉價航空公司之一，也曾是亞洲唯一一家採取「無差別航線統一票價」政策的航空業者；曾有22架二手飛機，包括於2007年初從日本航空公司購入的14架麥道MD-80系列客機。
自2008年7月22日起，該航空及其母公司（泰國東方航空）因累計安全記錄不佳之緣由，均被泰國民航局勒令停飛56天。

## 航點
- 曼谷（曼谷廊曼機場）- 主基地
- 曼谷（新曼谷國際機場）
- 清萊
- 合艾
- 甲米
- 洛坤
- 布吉
- 萬倫

## 機隊
截至2007年為止，One-Two-GO航空有下列飛機：

- 2架波音747-100
- 1架波音747-300
- 5架麥道MD-82
- 1架麥道MD-83
- 1架麥道MD-87

## 另見
- One-Two-GO航空269號班機空難
- 廉價航空公司

## 備註
1. ↑  也有新聞媒體直譯為「一二走航空」[1][2]